# Lemine Ould Mohamed Salem
Pour les articles homonymes, voir Salem.
Lemine Ould Mohamed Salem, né en 1968 à Moudjeria en Mauritanie, est un journaliste mauritanien.

## Biographie
Il est diplômé en droit public, sciences politiques et relations internationales. 
Il est d'abord journaliste pour Al Bayane, puis devient correspondant à Paris du service français de la BBC et un collaborateur de Libération, de L'Humanité et de la Radio suisse romande. En 2015, il travaille comme correspondant Afrique pour la Tribune de Genève, Le Soir, Le Temps et Sud Ouest. 
En 2007, dans un reportage paru dans Libération il révèle la présence d'un centre de détention antiterroriste de la 
CIA tenu secret en Mauritanie, à Oualata.
En 2012, au moment de la guerre du Mali, Lemine Ould Mohamed Salem obtient des djihadistes l'autorisation de se rendre à Gao et Tombouctou, villes alors sous le contrôle d'Ansar Dine, du MUJAO et d'AQMI. Les images qu'il filme de août à novembre, sont par la suite utilisées pour un documentaire Salafistes, co-réalisé avec François Margolin, et sorti en 2016. Abderrahmane Sissako, initialement associé au projet, s'en retire en décembre 2012 et s'inspire des images de Lemine Ould Salem pour réaliser une œuvre de fiction ; Timbuktu, sorti en 2015, ce qui vaudra parfois à Sissako des accusations de « pillage »,,.

## Documentaires
- 2016 : Salafistes

## Publications
- Lemine Ould Mohamed Salem, Le Ben Laden du Sahara, sur les traces du jihadiste Mokhtar Belmokhtar, Éditions de La Martinière, 2014